# Ilisha africana
Ilisha africana, auch Westafrikanischer Ilisha genannt, gehört zu Familie der Beilbauchheringe und ist an den Küsten, Lagunen und Flussmündungen von Senegal bis Angola im Westlichen Afrika heimisch. Ilisha africana bevorzugt seichtes Wasser und wird selten in größeren Tiefen als 25 Metern gefunden.

## Merkmale
Einige Exemplare können bis zu 30 cm groß werden, die durchschnittliche Größe beträgt jedoch 18 cm. Der Körper der Fischart ist seitlich stark abgeflacht und mäßig hoch. Die Mittellinie des Bauches ist mit 32 bis 35 scharfkantigen Schuppen besetzt. Die Augen sind groß, der Unterkiefer steht vor. Die kurze Rückenflosse sitzt über der Körpermitte oder kurz davor, die lange, von 45 bis 50 Flossenstrahlen gestützte Afterflosse beginnt unterhalb der Rückenflosse. Die Bauchflossen sind sehr klein. Von der Schwimmblase gehen zwei kurzen Röhren aus, die bis in die Muskeln auf beiden Seiten de Hämaldornen reichen. Alle anderen Heringsartigen im Lebensraum von Ilisha africana sind schlanker, ihre Afterflosse ist nicht so lang und der Unterkiefer steht nicht so weit vor.

## Lebensweise
Ilisha africana lebt küstennah im Meer, im Brackwasser von Lagunen und Flussmündungen und geht auch in reines Süßwasser. Die Art ernährt sich von Zooplankton, kleinen Krebstieren und ähnlichem. Sie wird stark befischt, mit rund 32.815 Tonnen im Jahr 2008.

## Systematik
Die Art wurde 1795 durch den deutschen Naturforscher und Ichthyologen Marcus Élieser Bloch in seiner „Naturgeschichte der ausländischen Fische“ unter dem Namen „Afrikanischer Hering“ (Clupea africana) erstmals benannt. Poll stellte die Art 1984 in die Gattung Ilisha, zu der 15 weitere Arten gehören. Eine genauere phylogenetische Untersuchung zeigte jedoch, dass Ilisha africana in die Unterfamilie Pristigasterinae innerhalb der Beilbauchheringe (Pristigasteridae) gehört, während die übrigen Ilisha-Arten zur Unterfamilie Pelloninae gehören. Für die Art müsste deshalb eine neue Gattung eingeführt werden.